# Woodridge
Woodridge – wieś w Stanach Zjednoczonych, w stanie Nowy Jork, w hrabstwie Sullivan.